# Arzach
Arzach er en tegneserie fra 1974 af Moebius. I seriens fire afsnit fortælles uden ord og i ekspressive, for tegneserier usædvanligt detaljerede billeder en række små, bizarre historier om krigeren Arzach. Serien vakte, da den kom frem, stor opsigt på grund af sin usædvanlige stil og sublime[kilde mangler] udførelse, og betragtes i dag som et hovedværk indenfor tegneseriekunsten.[kilde mangler]